# Friedrich Junge
Friedrich Junge /ˈfʀiːdʀɪç ˈjʊŋə/ (Duszniki-Zdrój, 18 aprile 1941) è un egittologo tedesco.

## Vita
Junge dopo il diploma di maturità ha studiato egittologia, semitistica, islamistica e archeologia classica nelle università di Monaco, Heidelberg e Gottinga. Dopo il dottorato, nel 1970 è stato nominato Visiting Professor all'Università di Chicago. Dal 1974 al 1976 è stato referente scientifico all'Istituto Archeologico Germanico nella sede del Cairo. Nel 1976 ha conseguito l'abilitazione con una dissertazione dal titolo Syntax der mittelägyptischen Literatursprache ("Sintassi dell'egizio medio letterario"), una pietra miliare nello sviluppo della cosiddetta teoria standard dell'egizio medio. Nel 1980 è nominato professore ordinario all'Università di Gottinga, in pensione dal 1 ottobre 2006. Dal 2000 è membro ordinario dell'Accademia delle scienze di Gottinga.
Junge è editore della sottoserie IV (Egitto) della rivista Göttinger Orientforschungen. Oggetto delle sue ricerche sono la lingua, la letteratura e la religione dell'antico Egitto. Al momento (dal 2000) lavora a una presentazione del discorso etico-sociale nella letteratura del Medio Regno. È membro corrispondente dell'Istituto Archeologico Germanico. Dal 1999 lavora insieme a Heike Sternberg-el Hotabi al progetto promosso dalla Deutsche Forschungsgemeinschaft Prosopographisches Lexikon nicht-königlicher Frauen des Neuen Reiches ("Lessico prosopografico delle donne non reali del Nuovo Regno"), di cui è direttore dal 2005.